# Волинець Іван Романович
Волинець Іван Романович (1915, Тетерівка, — 1995, Тетерівка) — Голова колгоспу «Дружба» села Тетерівка, Жашківського району, Герой Соціалістичної Праці.

## Біографія
Іван Романович Волинець народився в 1915 році в селі Тетерівка, Жашківської волості, Таращанського повіту, Київської губернії у родині селян.
В 1937 році був призваний до РСЧА. На фронтах Німецько-радянської війни воював з червня 1941 року спочатку у складі 43-го мотострілецького полку, 43-ї танкової дивізії, а згодом у складі 989-го стрілецького полку, 226-ї стрілецької дивізії. Командир взводу лейтенант Волинець відзначився на початку січня 1942 року, коли його взвод звільнив від фашистів село Севрюково, Бєлгородського району, Бєлгородської області, а він сам був поранений у цьому бою. Наказом Південно-Західного фронту № 55/н від 20 березня 1942 року Іван Романович Волинець був нагороджений медаллю «За Відвагу». (На жаль, ця медаль так і не була вручена йому та про її існування стало відомо тільки після відкриття Подольських архівів)
У зв'язку з тим, що поранення було достатньо складним, після лікування в госпіталі Іван Волинець був визнаний непридатним для проходження подальшої служби на фронті та працював у Басаргечарському військкоматі (Вірменська РСР). Звільнений з військової служби в запас у званні старшого лейтенанта.
Після закінчення військової служби повернувся до рідного села. В 1949 році Іван Романович Волинець очолив колгосп «Дружба» в селі Тетерівка.
У 1966 році за успіхи, досягнуті у збільшенні виробництва та заготівель зернових і кормових культур, Івану Романовичу Волинцю було надано звання Герой Соціалістичної Праці.
Помер І. Р. Волинець в 1995 році в селі Тетерівка.

## Нагороди та відзнаки
- Герой Соціалістичної Праці (1965);
- Орден Леніна (1965);
- Орден Жовтневої революції (1971)
- Орден Вітчизняної війни 1-го ступеня (1985);
- Медаль «За відвагу» (20.03.1942);
- Медаль «За відвагу» (06.11.1947);
- Медаль «За бойові заслуги» (01.05.1947)
- Медаль «За оборону Кавказу» 21.06.1945)
- Медаль «За оборону Києва» (01.07.1962)